# Bolinderska palatset

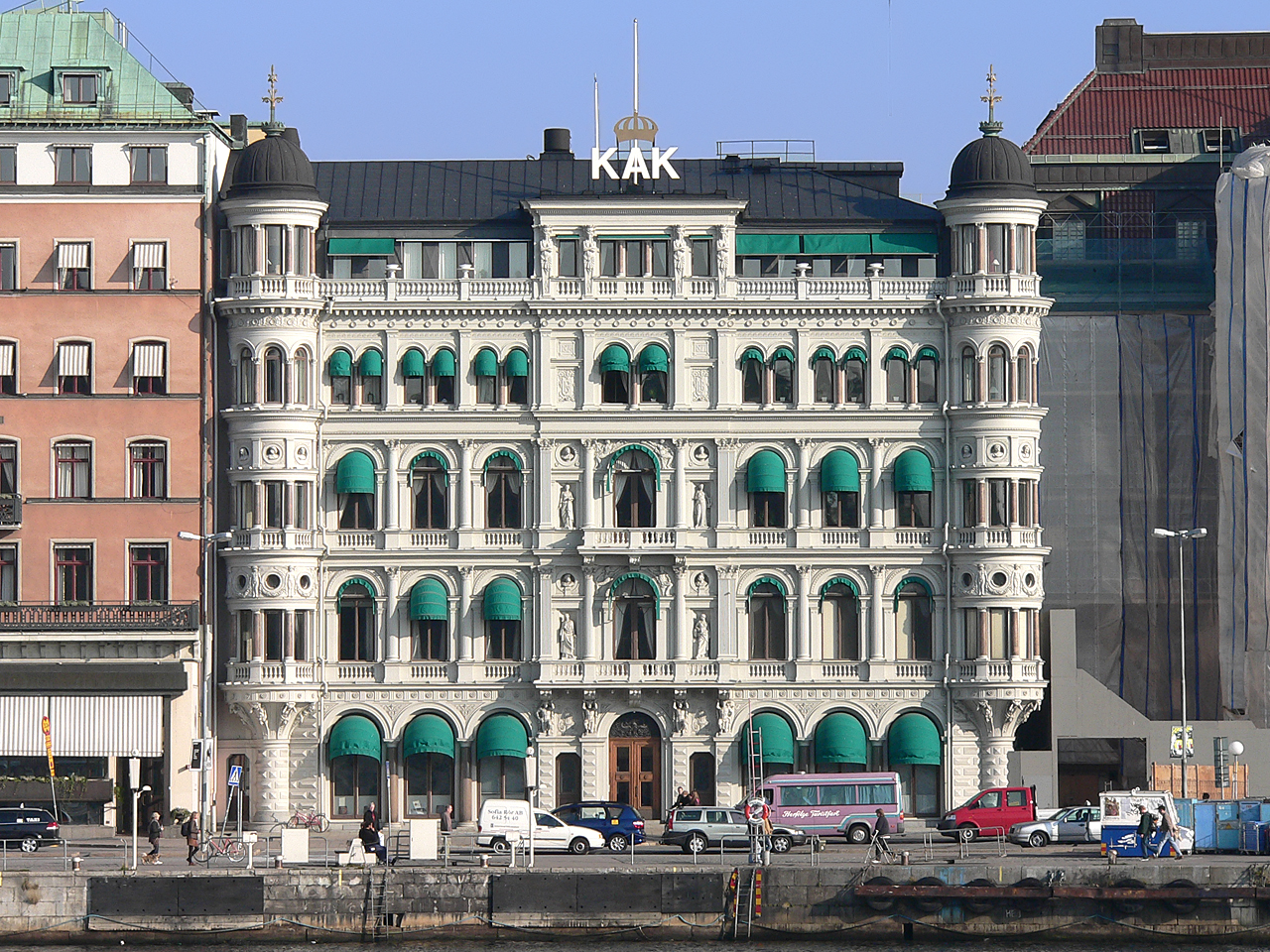
Die Stuckfassade des Bolinderska palatset im Jahr 2005.
Links davon befindet sich das Grand Hôtel Stockholm, auf dem Dach das Zeichen des Kungliga Automobilklubben (KAK)

Bolinderska palatset oder Bolinderska huset ist der Name eines Gebäudes im Stockholmer Stadtteil Blasieholmen.
Der Stockholmer Industrielle Jean Bolinder (1813–1888), Gründer der Bolinders Mekaniska Verkstad, ließ das Gebäude nach Plänen Helgo Zettervalls errichten. Die Bauzeit war von 1874 bis 1877. Das heißt, das Gebäude ist jünger als das daneben befindliche Grand Hôtel Stockholm, welches 1874 eröffnet wurde. Der fünfgeschossige Bau war lange Zeit Sitz des Kungliga Automobilklubben (KAK) und gehört mittlerweile zum Grand Hotel.
Es befindet sich in der Södra Blasieholmshamnen 6. Rechts daneben steht das Gebäude der Svenska Arbetsgivareföreningen (SAF).
Der Stil des Bauwerks wurde der venezianischen Renaissance nachempfunden. 1879 wurde Carl Larsson damit beauftragt, den Plafond und die Lunetten auszugestalten.